# 李玉 (永樂進士)
李玉（14世紀—15世紀），字汝成，南直隸蘇州府吳縣人，明朝政治人物。

## 生平
李玉是永樂元年（1403年）應天鄉試舉人，四年（1406年）成進士，獲授大理寺評事，外任義烏知縣，為政清廉，當時朝廷大興土木，部使者經常到縣向工匠索賄，他嘆息：「豈可以剝削人民以獻媚別人！」只能晝夜盡力完事，不久他也遭解任，離去時人民遮道挽留。

## 引用
1. 1 2  民國《吳縣志·卷十·選舉表二》：舉人 明 吳縣……成祖永樂元年癸未 解元王仲壽……李玉 汝成，見進士，乾隆府志作汝誠
2. ↑  民國《吳縣志·卷十二·選舉表四》：進士 明 吳縣……永樂四年丙戌 林環榜 李玉 汝成，官大理寺評事，改知義烏縣，有傳
3. ↑  光緒《蘇州府志》·卷七十九·人物六：李玉，字汝成，以進士授大理評事，永樂間改知義烏縣，廉介有守，時朝廷營造，部使者絡繹來縣催夫匠索賄賂，玉歎曰：「豈可剝民以媚人乎！」惟夙夜勉完厥事而已，未幾以舊官代解任，去民遮留弗忍舍。 《浙江通志》